# Пароход Вилли (музыкант)
Ларри Ступс, более известный как «Пароход Вилли» (род. 1950) — ветеран джазовых ансамблей диксиленд, джазового стандарта и регтайма, специализирующийся на жанрах начала XX века. Он и его группа выступают по ночам в музыкальном парке во французском квартале Нового Орлеана, в кафе «Beignet».

## Ранние годы
Родился в Ист-Сент-Луис, городе на севере США, в округе Сент-Клэр, штат Иллинойс, в семье Ресала и Эдит Ступс. С 8 лет Ларри Ступс играл на корнете в музыкальной группе пятидесятнической церкви, где разработал стиль, который сам он называет «игра воображения» («англ. playing fancy»). Будучи подростком, Ступс отправился в Тупело, штат Миссисипи, чтобы учиться в пятидесятническом Библейском институте. Он продавал пылесосы Кирби и работал в местном продуктовом магазине за $ 1 в час, чтобы обеспечивать себя в годы учёбы. Его первая работа после окончания университета заключалась в продаже Библий. Женился в 20 лет. Ступс был направлен в качестве помощника пастора в штат Мэн. Однако, не мог продолжать занимать этот пост. Там он не зарабатывал достаточно денег, чтобы прокормить себя и свою жену.

## Музыкальная карьера
Музыкальная карьера Ступса началась, когда он ещё работал на производстве автомобилей в Сент-Луисе. Ему выделили корнет, с которым он некоторое время практиковался, и в конце концов попросили присоединиться к группе, играющей в местном загородном клубе. Ступс стал публично известным музыкантом с 1972 года, в основном в Луизиане и особенно в Новом Орлеане. Ступс взял прозвище «Пароход Вилли» во время концерта в Билокси в штате Миссисипи. Джазовый ансамбль музыканта обычно состоит из кларнета, тромбона, тубы, баса, фортепиано и барабанов. Естественно, сам Ступс играет на трубе или корнете.
После урагана Катрина, опустошившего город в 2005 году, Ступс организовал концертный тур по нескольким университетам и колледжам различных городов по всей стране. В 2006 году Ступс стал участником проекта Habitat for Humanity International, организованного в Новом Орлеане музыкантами для сбора средств в помощь пострадавшим от урагана Катрина.

## Дискография
- Steamboat Willie Meets Dr. Jazz
- Live in New Zealand
- Living It Up in New Orleans
- Songs Of Praise
- Live in New Orleans (Volumes 1 & 2)
- New Orleans Kind of Love
- Steamboat Willie Meets Pink Floyd (Volumes 1 & 2)
- Gospel Jubilee
- The Legend of Jack Daniels (2008)